# Thaksin Shinawatra
Thaksin Shinawatra (Tajski jezik: ทักษิณ ชินวัตร) je tajlandski biznismen, političar i gostujući profesor. U tajlandskoj policiji služio je od 1973. do 1987., a bio je premijer Tajlanda od 2001. do 2006. Nakon što je svrgnut s vlasti, proglašen je krivim za korupciju 2008. godine i sada živi u egzilu.
Thaksin je 1987. osnovao mobilnog telefonskog operatera Advanced Info Service i IT i telekomunikacijski konglomerat Shin Corporation, što ga je u konačnici učinilo jednim od najbogatijih ljudi Tajlanda. Osnovao je Tajlandsku stranku Thai Rak (TRT) 1998. godine, a nakon pobjede protiv klizišta, postao je premijer 2001. godine. Bio je prvi demokratski izabran premijer Tajlanda koji je služio u punom mandatu, a ponovno je izabran 2005. godine od strane velika većina.
Thaksin je proglasio "rat drogama" u kojem je ubijeno više od 2500 ljudi. Thaksinova vlada pokrenula je programe za smanjenje siromaštva, proširivanje infrastrukture, promociju malih i srednjih poduzeća i proširenje univerzalnog zdravstvenog osiguranja. Thaksin je zauzeo snažne ruke protiv separatističke pobune u južnim muslimanskim provincijama.
Nakon prodaje dionica njegove korporacije za više od milijardu dolara bez poreza stranim ulagačima, rezultirale su znatne kritike. Građanski pokret protiv Thaksina, nazvan Narodni savez za demokraciju ili "Žute majice", pokrenuo je masovne prosvjede, optužujući ga za korupciju, zlouporabu položaja i autokratske tendencije. Thaksin je nazvao izvanredne izbore koje je bojkotirala oporba, a nevaljane od strane Ustavnog suda.
Thaksin je svrgnut u vojnom udaru 19. rujna 2006. Njegova je stranka zabranjena i zabranjeno mu je političko djelovanje. Thaksin je od tada živio u samonametnome izgnanstvu, osim kratkog posjeta Tajlandu 2008. Kazneno je osuđen na dvije godine zatvora zbog zlouporabe položaja. Iz inozemstva je nastavio utjecati na tajlandsku politiku, preko Stranke narodne moći koja je vladala 2008. godine i njezine organizacije nasljednice Pheu Thai stranke, kao i Ujedinjenog fronta za demokraciju protiv diktature ili pokreta "Crvena košulja". Njegova mlađa sestra Yingluck Shinawatra bila je premijer Tajlanda od 2011. do 2014. godine.